# Тэшиг
Тэшиг (монг. Тэшиг) — сомон аймака Булган, Монголия.
Центр сомона — населённый пункт Тэшиг находится в 246 километрах от города Булган и в 585 километрах от столицы страны — Улан-Батора.
Развита сфера обслуживания, есть школа и больница, туристические базы.

## География
В сомоне преобладает горная местность и тайга. Среди гор выделяются Хангай (2500 метров), Зэрлэг, Азрага, Бургастай, Тарвагатай. Есть озёра Олон и Цагаан, протекают Хужирт, Эрэн и более мелкие реки и ручейки. Здесь водятся медведи, волки, лисы, олени, косули, белки, зайцы и др.
Климат резко континентальный. Средняя температура января −23°С, июня +17°С. Годовая норма осадков составляет 300—350 мм.

## Известные уроженцы
- Рэнцэнгийн Пурвээ — монгольский медик, врач-радиолог, педагог, лауреат Государственной премии Монголии (1981). Первый народный врач Монголии.